# Pseudoparlatoria ostreata
Pseudoparlatoria ostreata är en insektsart som beskrevs av Cockerell 1892. Pseudoparlatoria ostreata ingår i släktet Pseudoparlatoria och familjen pansarsköldlöss. Inga underarter finns listade i Catalogue of Life.